# César Thomson
César Thomson (Liegi, 18 marzo 1857 – Bissone, 22 agosto 1931) è stato un violinista, docente e compositore belga.

## Biografia
César Thomson iniziò gli studi musicali con suo padre, e all'età di sette anni entrò al Conservatorio di Liegi. Vi studiò sotto la guida di Jacques Dupuis facendo il suo debutto a dieci anni. Durante gli studi al Conservatorio, Thomson suonava nell’orchestra del Pavillon de Flore di Liegi diretta da Nicolas Ysaÿe. Dopo la prematura scomparsa del suo maestro Dupuis, il giovane violinista si perfezionò a Bruxelles con Hubert Léonard. 
Nel 1875 divenne la spalla dell'orchestra privata del barone russo Paul von Dervies che aveva fatto costruire nei pressi di Canobbio (Lugano) il Castello di Trevano per farne un “tempio della musica”.  Nel 1877,  dopo che von Dervies abbandonò la sua dimora e scomparve, Thomson lasciò Lugano. Negli anni successivi si trasferì a Paradiso. Dal 1879 Thomson fu spalla dell’Orchestra Bilse di Berlino. Nel 1882 tornò a Liegi dove fu nominato professore presso il Conservatorio della città. Nel 1897 succedette a Eugène Ysaÿe come professore al Conservatorio Reale di Bruxelles. Nel 1914 Thomson si trovava a Lugano. Rimase in Svizzera durante il periodo della guerra, dando concerti di beneficenza a favore dei feriti. Negli anni del dopoguerra insegnò a New York. 
La tecnica di César Thomson, scrive Eugène Ysaÿe, era 'stupefacente'. Un suo tour de force era l’esecuzione del Moto perpetuo di Paganini in ottave diteggiate.
Thomson curò la trascrizione e l'arrangiamento di opere di antichi maestri come Corelli, Haendel, Tartini, Bach, Nardini e Vitali. Mancò nel 1931 a Bissone vicino a Lugano dove risiedeva da anni.

## Allievi
Edmond Appia, Ugo Ara, Alberto Bachmann, Oskar Back, Adolfo Betti, Joyce Brown, Demetrius Constantine Dounis, Edwin Grasse, Johan Halvorsen, Alexandros Kazantzis, Paweł Kochański, Gustave Koeckert, Alma Moodie, Alfred Pochon, Florizel von Reuter, Albert Spalding, Haydn Wood.